# Sverak
Kattförbundet SVERAK, Sveriges Kattklubbars Riksförbund, är en ideell riksorganisation i Sverige bildad 1955 som med målet att höja kattens status i samhället. SVERAK ansvarar för de två stamböckerna (ordinarie och kontrollstamboken) där den svenska raskatterna finns bokförda och utfärdar stamtavlor till uppfödarnas anmälda kattungar. Riksförbundet har 38 medlemmar (kattklubbarna) som i sin tur har drygt 7 000 enskilda medlemmar. SVERAK är det största nationella förbundet i världens största internationella raskattförbund Fédération Internationale Féline (FIFe).

## Nationella ID-registret
SVERAK arbetar för obligatorisk ID-märkning av alla katter i Sverige. I detta arbete samverkar SVERAK med kommuner, myndigheter och näringslivet.
SVERAK driver och tillhandahåller det nationella ID-registret Id-registret.se som har över 500 000 levande katter. ID-registret är publikt och sökbart för alla. För de personer som valt att inte låta sin kontaktinformation vara publik, kan denna information ändå nås av svenska myndigheter som Polisen, Tullen, länsstyrelserna och jordbruksverket genom en separat inloggning till databasen.

## Kattens dag
Kattens dag grundades av Kattförbundet SVERAK och firas varje år på första advent. Redan under 1970-talet väcktes idén av SVERAK-anslutna klubbar att katten borde ha en egen dag. År 1983 utsåg SVERAK den första advent att bli "Kattens dag" som sedan dess firats genom olika aktiviteter runt om i landet. 
SVERAK-traditionen Kattens dag har även anammats av andra organisationer och företag. SVERAK har under flera år samarbetat med Agria och Royal Canin, inte minst genom samarrangemang i olika lokala butiker.

## Presidium  1955-[6]
| Förbundsordförande                    | Tid                   |
| ------------------------------------- | --------------------- |
| Kapten Gerdt Friberg (Stockholm)      | 1955-1957             |
| Advokat Lars Bergmark                 | 1958-1960             |
| Martin Hammar                         | 1961                  |
| Carl-Göran Werkö                      | 1962-63               |
| Knut Ohlson (tf 1963-08-25)           | 1963, 1965-1966, 1968 |
| Ulla Magnusson                        | 1964                  |
| Sven Regebro                          | 1967                  |
| Ivan Lundén                           | 1969                  |
| Kurt Norén                            | 1970-1971             |
| Bertil Andersson                      | 1972-1974             |
| Oscar Kristensson                     | 1975-1978             |
| Alva Lundegard (Uddin)                | 1979-1987, 1989       |
| Tommy Wihnberg                        | 1988                  |
| Barbro Helmer                         | 1990-1991, 1995       |
| Bengt Wilson                          | 1992-1994             |
| Dagny Dickens (tf 1995-11-01)         | 1995                  |
| Katarina Fors                         | 1996                  |
| Annette Sjödin                        | 1997-2019             |
| Eva Porat                             | 2020-2023             |
| Jens Lindgren                         | 2024-                 |
|                                       |                       |
| Förbundssekreterare                   | Tid                   |
| Brita Kastengren (fd Axelsson)        | 1955-1957             |
| Elsa Salén                            | 1958-1960             |
| Per Oscarsson                         | 1961                  |
| Nis Blom                              | 1962                  |
| Birger Lilliestrand                   | 1963-1969             |
| Ivan Lundén                           | 1970-1971             |
| Inga Persson (tf 1971-12-11)          | 1971                  |
| Alva Uddin (fd Lundegard)             | 1972-1974             |
| Lena Svensson                         | 1975                  |
| Barbro Englund                        | 1976-1977             |
| Björn Hertzman (tf 1977-11-19)        | 1977-1978             |
| Barbro Helmer                         | 1979-1980             |
| Elisabeth Skarp                       | 1981-1982             |
| Eva-Lhotte Andersson                  | 1983-1984             |
| Gunnel Bäckman                        | 1985                  |
| yvonne Christiansson                  | 1986                  |
| Hans G Lindberg                       | 1987-1988, 1999-2000  |
| Christopher Albrechtsson              | 1989                  |
| Gunnel Daun                           | 1990                  |
| AnnaKarin Gudmundsson                 | 1990                  |
| Sirpa Lindelöf                        | 1990-1993             |
| Katarina Fors                         | 1994-1995             |
| Katarina Wolffram                     | 1996                  |
| Uffe Rosenqvist                       | 1997-1998             |
| Förbundskansliet                      | 2001-                 |
|                                       |                       |
| Förbundskassör/-ekonom                | Tid                   |
| Maj Abrahamsson                       | 1955-1957             |
| Arne Eklund                           | 1958                  |
| Sture Bondesson                       | 1961-1967             |
| Ivan Lundén                           | 1968                  |
| Birgit Andersson                      | 1969-1971             |
| Sven Mortensen                        | 1972-1974             |
| Arne Öhman                            | 1975                  |
| Lars Häll                             | 1976-1978             |
| Christina Risén                       | 1979                  |
| Anders Hammar                         | 1980-1981             |
| Agnetha Olsson                        | 1982-1989             |
| Göran Einefors                        | 1990-1994             |
| Stig Sandling                         | 1995                  |
| Michael Wirth Färdigh (tf 1995-11-01) | 1995-2018             |
| Hans Boskär                           | 2019-                 |